# Chad Broskey
Chad Broskey (Louisville, 3 luglio 1987) è un attore statunitense.
È apparso nel ruolo di Gavin in Zack e Cody al Grand Hotel. È stato coprotagonista del film Disney Scrittrice per caso al fianco di Kay Panabaker nel ruolo di Marco Vega, amore segreto della protagonista. È apparso, inoltre, in un episodio della serie televisiva Scrubs impersonando Rod, il figlio immaginario che Todd avrebbe potuto avere.
Chad ha frequentato la Youth Performing Arts School, parte del DuPont Manual High School a Louisville.

## Filmografia parziale

### Televisione
- Scrittrice per caso (Read It and Weep), regia di Paul Hoen – film TV (2006)